# Teddington

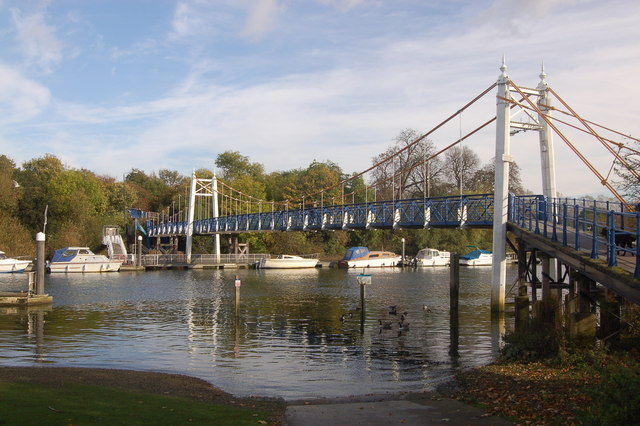
Die Teddington Lock Hängebrücke

Teddington ist ein Stadtteil Londons und liegt im Stadtbezirk London Borough of Richmond upon Thames im Südwesten Londons, ungefähr 15 Kilometer südwestlich des Stadtzentrum Londons. Richmond liegt an der südwestlichen Seite der Themse.

## Bevölkerung
Im Jahr 2021 hatte Teddington 10.562 Einwohner, verteilt auf 4.720 Haushalte.
| Stadtteil  | Bevölkerung | Haushalte | Fläche (in ha) |
| ---------- | ----------- | --------- | -------------- |
| Teddington | 10.330      | 4.853     | 427            |

## Sehenswürdigkeiten

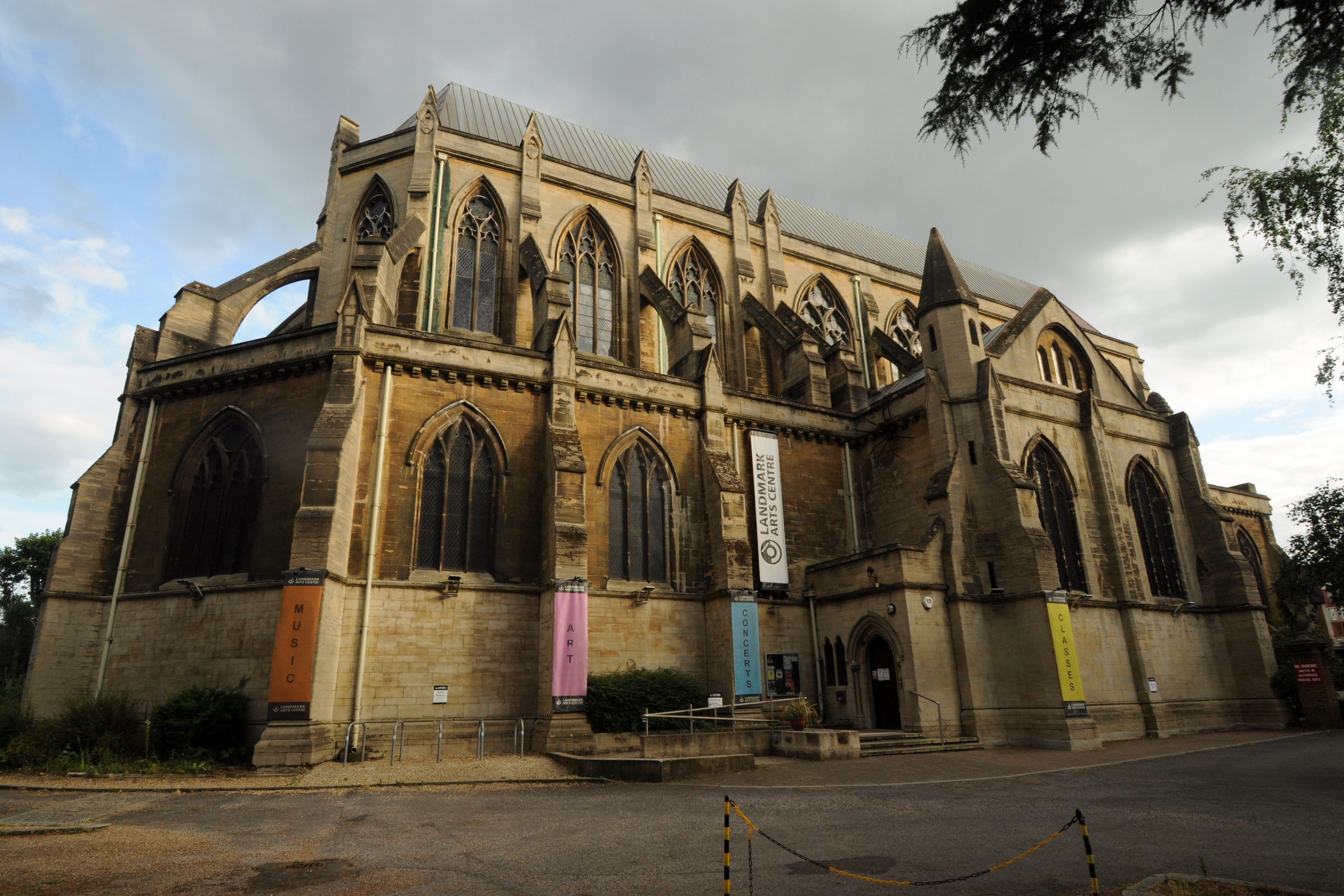
Ehemalige St. Alban’s Kirche, heute Landmark Arts Centre

- das Landmark Arts Centre, 1889 als St. Alban’s Kirche erbaut, heute ein Kunstzentrum
- Teddington Lock, Schiffsschleuse und Wehr an der Themse
- der Friedhof von Teddington mit Kapelle

## Wissenschaft
Teddington ist der Sitz des National Physical Laboratory (NPL), des britischen Pendant zur deutschen Physikalisch-Technischen Bundesanstalt (PTB).